# Список птахів Антарктиди
Цей список є списком видів птахів, спостережених на території Антарктиди. Він включає 61 вид птахів, що трапляються в Антарктиді, з яких 1 вид є ендеміком.

## Позначки
Теги, що використовуються для виділення охоронного статусу кожного виду за оцінками МСОП:
| EX | Extinct               | Зниклий                          |
| CR | Critically Endangered | Перебуває під критичною загрозою |
| EN | Endangered            | Перебуває під загрозою           |
| VU | Vulnerable            | Уразливий                        |
| NT | Near Threatened       | Близький до загрозливого стану   |
| LC | Least Concern         | У найменшій загрозі              |
| DD | Data Deficient        | Відомості недостатні             |
| NE | Not Evaluated         | Види з недослідженим статусом    |

Крім того, використовуються позначки:
- A (Accidental) - випадковий або залітний вид;
- E (Endemic) - ендемічний вид;
- Er (Endemic reproductor) - репродуктивний ендемік, тобто розмножується лише в Антарктиді.

## Ряд Пінгвіноподібні (Sphenisciformes)
Група  морських водних нелітаючих птахів, що поширені у Південній півкулі. Тіло чудомо пристосоване для плавання і пірнання. Відомо 16 видів, з них в Антарктиді трапляється 9 видів.

### Родина Пінгвінові (Spheniscidae)
| Українська назва                       | Латинська назва         | Автор таксона               | Статус МСОП | Зображення |
| Ряд: Пінгвіноподібні (Sphenisciformes) |                         |                             |             |            |
| Родина: Пінгвінові (Spheniscidae)      |                         |                             |             |            |
| Пінгвін королівський                   | Aptenodytes patagonicus | J.F.Miller, 1778            | LC          |            |
| Пінгвін імператорський                 | Aptenodytes forsteri    | Gray, 1844                  | NT, Е       |            |
| Пінгвін Аделі                          | Pygoscelis adeliae      | (Hombron & Jacquinot, 1841) | LC          |            |
| Пінгвін-шкіпер                         | Pygoscelis papua        | Forster, 1781               | NT          |            |
| Пінгвін антарктичний                   | Pygoscelis antarctica   | Forster, 1781               | LC          |            |
| Пінгвін магеланський                   | Spheniscus magellanicus | Forster, 1781               | NT, А       |            |
| Пінгвін золотоволосий                  | Eudyptes chrysolophus   | Brandt, 1837                | VU          |            |
| Пінгвін білогорлий                     | Eudyptes schlegeli      | Finsch, 1876                | VU, А       |            |
| Пінгвін чубатий                        | Eudyptes chrysocome     | Forster, 1781               | VU          |            |

## Ряд Буревісникоподібні (Procellariiformes)
Це морські птахи. Альбатроси є найбільшими літаючими птахами та найбільшими мандрівниками серед птахів. Відомо 117 видів буревісникоподібних, з них в Антарктиді трапляється 34 види.

### Родина Альбатросові (Diomedeidae)
| Українська назва                            | Латинська назва          | Автор таксона         | Статус МСОП | Зображення |
| Ряд: Буревісникоподібні (Procellariiformes) |                          |                       |             |            |
| Родина: Альбатросові (Diomedeidae)          |                          |                       |             |            |
| Альбатрос сіроголовий                       | Thalassarche chrysostoma | (J. R. Forster, 1785) | VU          |            |
| Альбатрос сірощокий                         | Thalassarche cauta       | (Mathews, 1912)       | NT          |            |
| Альбатрос баунтійський                      | Thalassarche salvini     | Rothschild, 1893      | VU          |            |
| Альбатрос чорнобровий                       | Thalassarche melanophris | (Temminck, 1828)      | EN          |            |
| Альбатрос бурий                             | Phoebetria fusca         | Hilsenberg, 1822      | EN          |            |
| Альбатрос довгохвостий                      | Phoebetria palpebrata    | Forster, 1785         | NT          |            |
| Альбатрос королівський                      | Diomedea epomophora      | Lesson, 1825          | VU          |            |
| Альбатрос мандрівний                        | Diomedea exulans         | Linnaeus, 1758        | VU          |            |

### Родина Буревісникові (Procellariidae)
| Українська назва                            | Латинська назва            | Автор таксона         | Статус МСОП | Зображення |
| Ряд: Буревісникоподібні (Procellariiformes) |                            |                       |             |            |
| Родина: Буревісникові (Procellariidae)      |                            |                       |             |            |
| Буревісник гігантський                      | Macronectes giganteus      | (Gmelin, 1789)        | VU          |            |
| Буревісник велетенський                     | Macronectes halli          | Mathews, 1912         | NT          |            |
| Буревісник південний                        | Fulmarus glacialoides      | Smith, 1840           | LC          |            |
| Буревісник антарктичний                     | Thalassoica antarctica     | J. F. Gmelin 1789     | LC, Er      |            |
| Пінтадо                                     | Daption capense            | (Linnaeus, 1758)      | LC          |            |
| Буревісник білий                            | Pagodroma nivea            | Forster, 1777         | LC          |            |
| Тайфунник кергеленський                     | Aphrodroma brevirostris    | Lesson, 1831          | LC          |            |
| Тайфунник м'якоперий                        | Pterodroma mollis          | Gould, 1844           | LC          |            |
| Тайфунник білоголовий                       | Pterodroma lessonii        | Garnot, 1826          | LC          |            |
| Тайфунник Піла                              | Pterodroma inexpectata     | Forster, 1844         | NT          |            |
| Тайфунник атлантичний                       | Pterodroma incerta         | Schlegel, 1863        | EN          |            |
| Буревісник блакитний                        | Halobaena caerulea         | Gmelin, 1789          | LC          |            |
| Пріон сніжний                               | Pachyptila turtur          | Kuhl, (1820)          | LC          |            |
| Пріон широкодзьобий                         | Pachyptila vittata         | Forster, 1777         | LC          |            |
| Пріон малий                                 | Pachyptila salvini         | Mathews, 1912         | LC          |            |
| Пріон антарктичний                          | Pachyptila desolata        | (Gmelin, 1789)        | LC          |            |
| Пріон тонкодзьобий                          | Pachyptila belcheri        | (Mathews, 1912)       | LC          |            |
| Буревісник сірий                            | Procellaria cinerea        | Gmelin, 1789          | NT          |            |
| Буревісник білогорлий                       | Procellaria aequinoctialis | Linnaeus, 1758        | VU          |            |
| Буревісник великий                          | Ardenna gravis             | O'Reilly, 1818        | LC, А       |            |
| Буревісник сивий                            | Ardenna griseus            | Acerbi, 1827          | VU          |            |
| Буревісник тонкодзьобий                     | Ardenna tenuirostris       | Temminck, 1835        | LC          |            |
| Пуфінур георгійський                        | Pelecanoides georgicus     | Murphy & Harper, 1916 | LC          |            |

### Родина Качуркові (Hydrobatidae)
| Українська назва                            | Латинська назва     | Автор таксона | Статус МСОП | Зображення |
| Ряд: Буревісникоподібні (Procellariiformes) |                     |               |             |            |
| Родина: Качуркові (Hydrobatidae)            |                     |               |             |            |
| Океанник Вільсона                           | Oceanites oceanicus | (Kuhl, 1820)  | LC          |            |
| Океанник сіроспинний                        | Garrodia nereis     | Gould, 1841   | LC          |            |
| Фрегета чорночерева                         | Fregetta tropica    | Gould, 1844   | LC          |            |

## Ряд Пеліканоподібні (Pelecaniformes)
Пеліканоподібні — це середніх або великих розмірів прибережні морські птахи. Живляться рибою, полюючи на неї на поверхні або пірнаючи під воду. Відомо близько 70 видів, з них 3 види спостерігалися в Антарктиді.

### Родина Бакланові (Phalacrocoracidae)
| Українська назва                      | Латинська назва               | Автор таксона  | Статус МСОП | Зображення |
| Ряд: Пеліканоподібні (Pelecaniformes) |                               |                |             |            |
| Родина: Бакланові (Phalacrocoracidae) |                               |                |             |            |
| Баклан георгійський                   | Phalacrocorax georgianus      | Lönnberg, 1906 |             |            |
| Баклан антарктичний                   | Phalacrocorax bransfieldensis | Murphy, 1936   |             |            |
| Баклан маріонський                    | Phalacrocorax melanogenis     | Blyth, 1860    |             |            |

## Ряд Лелекоподібні (Ciconiiformes)
Це великі або середніх розмірів птахи із довгими ногами та шиєю. Полюють на здобич на мілководді та лугах. Відомо 119 видів, з яких 1 вид трапляється в Антарктиді.

### Родина Чаплеві (Ardeidae)
| Українська назва                   | Латинська назва | Автор таксона  | Статус МСОП | Зображення |
| Ряд: Лелекоподібні (Ciconiiformes) |                 |                |             |            |
| Родина: Чаплеві (Ardeidae)         |                 |                |             |            |
| Чапля єгипетська                   | Bubulcus ibis   | Linnaeus, 1758 | LC          |            |

## Ряд Гусеподібні (Anseriformes)
Ряд включає гусей та качок. Представники ряду мають перетинчасті лапи, вони пристосовані до водного способу життя. Ряд містить близько 170 видів, з них на території Антарктиди трапляється 1 вид.

### Родина Качкові (Anatidae)
| Українська назва                | Латинська назва | Автор таксона | Статус МСОП | Зображення |
| Ряд: Гусеподібні (Anseriformes) |                 |               |             |            |
| Родина: Качкові (Anatidae)      |                 |               |             |            |
| Шилохвіст жовтодзьобий          | Anas georgica   | Gmelin, 1789  | LC          |            |

## Ряд Сивкоподібні (Charadriiformes)
Один з найбільших рядів водних і навколоводних птахів, поширених у всьому світі, що значно розрізняються як морфологічно, так і поведінковими характеристиками. Відомо 343 види, з них 13  видів трапляються в Антарктиді.

### Родина Сніжницеві (Chionidae)
| Українська назва                    | Латинська назва | Автор таксона | Статус МСОП | Зображення |
| Ряд: Сивкоподібні (Charadriiformes) |                 |               |             |            |
| Родина: Сніжницеві (Chionidae)      |                 |               |             |            |
| Сніжниця жовтодзьоба                | Chionis albus   | Gmelin, 1789  | LC          |            |

### Родина Баранцеві (Scolopacidae)
| Українська назва                    | Латинська назва      | Автор таксона     | Статус МСОП | Зображення |
| Ряд: Сивкоподібні (Charadriiformes) |                      |                   |             |            |
| Родина: Баранцеві (Scolopacidae)    |                      |                   |             |            |
| Бартрамія                           | Bartramia longicauda | (Bechstein, 1812) | LC, А       |            |

### Родина Поморникові (Stercorariidae)
| Українська назва                     | Латинська назва          | Автор таксона     | Статус МСОП | Зображення |
| Ряд: Сивкоподібні (Charadriiformes)  |                          |                   |             |            |
| Родина: Поморникові (Stercorariidae) |                          |                   |             |            |
| Поморник чилійський                  | Stercorarius chilensis   | (Bonaparte, 1857) | LC          |            |
| Поморник антарктичний                | Stercorarius maccormicki | H. Saunders, 1893 | LC          |            |
| Поморник фолклендський               | Stercorarius antarcticus | Lesson, 1831      | LC          |            |
| Поморник середній                    | Stercorarius pomarinus   | Temminck, 1815    | LC, А       |            |
| Поморник короткохвостий              | Stercorarius parasiticus | Linnaeus, 1758    | LC, А       |            |
| Поморник довгохвостий                | Stercorarius longicaudus | Vieillot, 1819    | LC, А       |            |

### Родина Мартинові (Laridae)
| Українська назва                    | Латинська назва      | Автор таксона      | Статус МСОП | Зображення |
| Ряд: Сивкоподібні (Charadriiformes) |                      |                    |             |            |
| Родина: Мартинові (Laridae)         |                      |                    |             |            |
| Мартин вилохвостий                  | Xema sabini          | Leach, 1819        | LC, А       |            |
| Мартин ставковий                    | Leucophaeus pipixcan | (Wagler, 1831)     | LC, А       |            |
| Мартин домініканський               | Larus dominicanus    | Lichtenstein, 1823 | LC          |            |

### Родина Крячкові (Sternidae)
| Українська назва                    | Латинська назва   | Автор таксона     | Статус МСОП | Зображення |
| Ряд: Сивкоподібні (Charadriiformes) |                   |                   |             |            |
| Родина: Крячкові (Sternidae)        |                   |                   |             |            |
| Крячок полярний                     | Sterna paradisaea | Pontoppidan, 1763 | LC          |            |
| Крячок антарктичний                 | Sterna vittata    | Gmelin, 1789      | LC          |            |